# برج القصب
برج القصب یک منطقهٔ مسکونی در سوریه است که در منطقه اللاذقیه واقع شده‌است. برج القصب ۴٬۹۰۲ نفر جمعیت دارد.